# Omar Sotomayor
Omar Andrés Sotomayor (* 9. April 2002) ist ein bolivianischer Leichtathlet, der sich auf den Mittelstreckenlauf spezialisiert hat.

## Sportliche Laufbahn
Erste internationale Erfahrungen sammelte Omar Sotomayor im Jahr 2022, als er bei den Hallensüdamerikameisterschaften in Cochabamba in 1:58,36 min den fünften Platz im 800-Meter-Lauf belegte. Ende September gelangte er dann bei den U23-Südamerikameisterschaften in Cascavel mit 1:55,43 min auf den achten Platz. 2024 wurde er bei den U23-Südamerikameisterschaften in Bucaramanga in 1:54,13 min Zehnter und im Jahr darauf belegte er bei den Hallensüdamerikameisterschaften in Cochabamba in 1:54,90 min den siebten Platz.
2023 wurde Sotomayor bolivianischer Meister in der 4-mal-100- und 4-mal-400-Meter-Staffel. Zudem wurde er 2023 Hallenmeister im 800-Meter-Lauf.

## Persönliche Bestzeiten
- 400 Meter: 48,60 s, 28. Mai 2022 in Cochabamba
- 800 Meter: 1:54,13 min, 29. September 2024 in Bucaramanga
  - 800 Meter (Halle): 1:54,90 min, 23. Februar 2025 in Cochabamba